# Bohumír Lomský
Bohumír Lomský, rozený jako Bohumír Štěpán Lenc též uváděn Bohumír Lomský-Lenc (22. dubna 1914 České Budějovice – 18. června 1982 Praha) byl český a československý politik Komunistické strany Československa, poúnorový poslanec Národního shromáždění ČSSR a Sněmovny lidu Federálního shromáždění, důstojník, odbojář a ministr národní obrany Československa.
Během války, aby ochránil členy své rodiny v okupovaném Československu před pronásledováním si zvolil pseudonym Lomský. Němci nicméně tuto skutečnost zjistili, jeho otec a matka byli zatčeni a posláni do koncentračního tábora. Válku přežili a v květnu 1945 byli propuštěni.

## Biografie
Narodil se v Českých Budějovicích v rodině továrního dělníka Bohumira Lence. Studoval na českobudějovickém reformním gymnáziu, poté se dobrovolně přihlásil do armády. V srpnu 1936 absolvoval Vojenskou akademii v Hranicích. Sloužil u Pěšího pluku 14 v Košicích jako velitel čety, poté byl mimořádně jmenován velitelem roty. Na podzim 1938 absolvoval kurz leteckých pozorovatelů. Po vyhlášení Slovenského státu se v březnu 1939 vrátil domů a nastoupil studium na Vysoké škole chemické v Praze. V srpnu 1939 odešel do polského exilu a vstoupil do polského letectva. V polovině září byl internován Sověty. Od března 1940 byl příslušníkem Východní skupiny československé armády, kde zastával nejprve funkci velitele letky a od října 1941 se stal náčelníkem štábu skupiny. Od února 1942 působil ve stejné funkci v Buzuluku, kde fakticky řídil celý výcvik a organizaci jednotek. V lednu 1943 se stal zástupcem velitele Prvního československého polního praporu, počátkem března 1943 praporu dočasně velel. Za velitelské schopnosti obdržel Československý válečný kříž 1939 a sovětský Řád Vlastenecké války 1. stupně. V červnu 1943 se stal náčelníkem štábu 1. československé pěší brigády a vyznamenal se v bojích u Kyjeva, Bílé Cerekve a Žaškova, v kterých byl hlavním plánovačem československé ofenzivy. Od května 1944 zastával funkci náčelníka štábu 1. československého armádního sboru a zůstal v ní až do konce války. Od podzimu 1945 studoval na Nejvyšší vojenské akademii K. J. Vorošilova v Moskvě, kterou ukončil jako první z ročníku.
Od roku 1945 působil ve vedoucích postech v Československé armádě a též si úředně změnil jméno z Lenc na Lomský. V letech 1948–1949 byl velitelem divize, v letech 1949-1950 náčelníkem štábu vojenského okruhu, v období let 1951–1953 zastával post náčelníka Vojenské technické akademie. V letech 1953–1956 byl prvním náměstkem ministra národní obrany Alexeje Čepičky.
11. sjezd KSČ ho zvolil za člena Ústředního výboru Komunistické strany Československa. 12. sjezd KSČ a 13. sjezd KSČ ho ve funkci potvrdil. Na post v ÚV KSČ rezignoval v červnu 1968. Zastával i vládní posty. V druhé vládě Viliama Širokého se roku 1956 stal ministrem národní obrany. Tento post si zachoval i v následující třetí vládě Viliama Širokého a vládě Jozefa Lenárta až do dubna 1968.
Dlouhodobě zasedal i v nejvyšším zákonodárném sboru. Ve volbách roku 1960 byl zvolen do Národního shromáždění ČSSR za Západočeský kraj jako bezpartijní kandidát. Mandát obhájil ve volbách v roce 1964. V Národním shromáždění zasedal až do konce jeho funkčního období v roce 1968.
Během pražského jara roku 1968 byla jeho kariéra utlumena. Opustil ministerský post i funkci v ÚV KSČ. K roku 1968 se profesně uvádí jako pracovník Vojenského historického ústavu z obvodu Tachov.
Po federalizaci Československa usedl roku 1969 do Sněmovny lidu Federálního shromáždění (volební obvod Tachov, nyní již jako poslanec za KSČ), kde setrval do konce volebního období, tedy do voleb v roce 1971.
Kvůli svým postojům k srpnové okupaci byl v roce 1970 penzionován a odvolán z Vojenského historického ústavu a až do své smrti pak působil jako odborný pracovník Institutu manipulačních, dopravních, obalových a skladovacích systémů v Praze.

## Vyznamenání
- Řád Bílého lva za vítězství, hvězda II. třídy
- Československý válečný kříž 1939, udělen 6×
- Československá medaile Za chrabrost před nepřítelem, udělena 2×
- Československá vojenská medaile za zásluhy, I. stupeň
- Pamětní medaile československé armády v zahraničí , se štítkem SSSR
- Řád vlastenecké války, I. stupeň, 1943 (SSSR)
- Řád Rudého praporu, (SSSR)
- Medaile za vítězství nad Německem ve Velké vlastenecké válce 1941–1945, (SSSR)
- Medaile Za osvobození Prahy, (SSSR)
- Řád Slovenského národního povstání, I. třída
- Sokolovská pamětní medaile, 1948
- Řád rudé hvězdy [12], (SSSR)
- Řád Virtuti Militari, II. třídy - stříbrný kříž (Polsko)
- Grunwaldský kříž, (Polsko)
- Řád rudé hvězdy
- Řád práce, udělen 2×
- Řád rudé zástavy
- Řád Rudého praporu práce